# Гин
Гин (фр. Guînes) је насељено место у Француској у региону Север-Па д Кале, у департману Па де Кале.
По подацима из 2011. године у општини је живело 5787 становника, а густина насељености је износила 219,04 становника/km².

## Демографија
| 1962. | 1968. | 1975. | 1982. | 1990. | 2011. |
| ----- | ----- | ----- | ----- | ----- | ----- |
| 4.724 | 4.984 | 5.034 | 5.174 | 5.105 | 5.787 |